# Scheloribates decarinatus
Scheloribates decarinatus är en kvalsterart som beskrevs av Aoki 1984. Scheloribates decarinatus ingår i släktet Scheloribates och familjen Scheloribatidae. Inga underarter finns listade i Catalogue of Life.